# Pterolophia obliquefasciculata
Pterolophia obliquefasciculata är en skalbaggsart som beskrevs av Stefan von Breuning och De Jong 1941. Pterolophia obliquefasciculata ingår i släktet Pterolophia och familjen långhorningar. Inga underarter finns listade i Catalogue of Life.